# 李一鸣
李一鸣（1965年—），男，山东博兴人，中国作家、文学评论家。曾任鲁迅文学院常务副院长。现任中国作家协会主席团委员。